# Virgen con el Niño y Santa Ana (Masaccio)
La Virgen con el Niño y Santa Ana (en italiano, Madonna col Bambino e sant'Anna), también conocida como Sant'Anna Metterza, es un cuadro realizado por el pintor renacentista italiano Masaccio, probablemente en colaboración con Masolino da Panicale, fechado hacia 1423-1424. Es una tabla cimbrada, pintada al temple que mide 175 cm de alto y 103 cm de ancho. Se conserva en la Galería de los Uffizi.
La Virgen y el Niño, con su volumen poderoso y posesión sólida del espacio por medio de una segura estructura de perspectiva, es una de las primeras obras atribuidas a Masaccio. Los ángeles, muy delicados en sus tiernas formas y colorido claro y dulce, pertenecen al pincel de Masolino, más gótico; el ángel en la curva superior de la derecha revela la mano de Masaccio. La figura de Santa Ana está más deteriorada y puede juzgarse con dificultad, pero su mano, que parece explorar la profundidad del espacio pictórico, muy bien pudo ser invención de Masaccio. La Virgen con el Niño y Santa Ana fue encargado en origen para la iglesia de san Ambrosio en Florencia. Según Vasari, «Se colocó en la puerta de la capilla que lleva al salón de las monjas». 
La figura de Cristo es la de un niño pequeño, una presencia realista, más que un querubín gótico. Esta es también una de las primeras pinturas que muestran el efecto de la luz natural sobre la figura; es esta invención la que imparte el modelado de la forma tan característico de Masaccio, y que tendría una profunda influencia en la pintura del Renacimiento italiano.